# Emilia Vătășoiu-Liță
Emilia Vătășoiu-Liță, született Vătășoiu (Câineni, 1933. október 20. –) kétszeres olimpiai és világbajnoki bronzérmes román szertornász, edző, nemzetközi tornabíró.
A román olimpiai válogatott többi tagjával együtt (Elena Leușteanu, Sonia Iovan, Elena Săcălici, Uta Poreceanu, Elena Dobrowolski, Georgeta Hurmuzachi) 1956-ban Melbourne-ban megszerezte Románia első csapattal szerzett olimpiai érmét.
A román válogatott többi tagjával (Elena Leușteanu, Agneta Hofman, Anica Țicu, Elena Dobrowolski, Teofila Băiașu, Evelin Slavici) együtt az első olyan román tornász, aki világbajnokságon vett részt 1954-ben Rómában, illetve nyert érmet 1958-ban Moszkvában az akkori válogatott csapatával (Elena Petroșanu, Elena Leușteanu, Atanasia Ionescu, Sonia Iovan, Elena Dobrowolski) együtt.
Mind a bukaresti Dinamo sportklub, mind pedig a román tornászválogatott edzőjeként kitűnő eredményeket ért el, számos nemzetközi bajnok tornászt készítve fel.

## Életpályája
Tizennyolc éves korában kezdett tornázni a bukaresti Tânărul Dinamovist klubban, ahonnan a Dinamo Sportklubba került, melynek 1965-ig, visszavonulásáig volt tagja. A román válogatottban, melynek több mint tíz évig volt tagja, edzői Caius Jianu, Maria Simionescu és Petre Dungaciu voltak.
Rangos nemzetközi versenyeken 1954-ben a Rómában megrendezett világbajnokságon debütált.
1956-ban kötött házasságot Ion Liţă-vel.

### Felnőttként

#### Országos eredmények
1954-ben és 1962-ben ugrásban, 1963-ban felemás korláton szerezte meg a román bajnoki címet.

#### Nemzetközi eredmények
1956-ban Budapesten a Felszabadulás Barátságos Vetélkedőn tizenegyedik helyet ért el egyéni összetettben.
Egyéni összetettben 1958-ban a Románia-Ukrajna kétoldalú találkozón negyedik, a Románia-Német Demokratikus Köztársaság találkozón ötödik, az 1962-es Románia-Német Demokratikus Köztársaság találkozón elsőref, 1963-ban a Német Demokratikus Köztársaság-Románián negyedik helyen végzett.
Románia Nemzetközi Bajnokságán 1962-ben ugrásban szerzett bajnoki címet.

##### Világbajnokság
Világbajnokságon háromszor vett részt, egy bronzérmet szerezve.
Először 1954-ben Rómában, ahol negyedik helyet ért el a csapattal (Elena Petroșanu, Agneta Hofman, Anica Țicu, Elena Dobrowolski, Teofila Băiașu, Evelin Slavici) és negyvenkettedik helyen zárt egyéni összetettben.
Másodszor 1958-ban Moszkvában-ban, ahol a csapattal (Elena Petroșanu, Atanasia Ionescu, Elena Leușteanu, Sonia Iovan, Elena Dobrowolski) szerezte meg Románia első torna-világbajnoki érmét, egy bronzot. Ezen kívül egyéni összetettben a huszonkettedik helyen végzett.
Harmadszor 1962-ben Prágában, akkor a csapattal (Sonia Iovan, Atanasia Ionescu, Elena Dobrowolski, Mariana Ilie, Ana Mărgineanu) kilencedik, egyéni összetettben pedig huszadik helyezést ért el.

##### Olimpiai játékok
Pályafutása során az olimpiai játékok három kiadásán is részt vett, összesen két bronzérmet szerezve.
Először az 1956. évi nyári olimpiai játékokon Melbourne-ben, ahol a csapattal (Elena Leușteanu, Sonia Iovan, Elena Săcălici, Uta Poreceanu, Elena Dobrowolski, Georgeta Hurmuzachi) nyert bronzérmet, ezzel ő és csapattársai lettek Románia első olimpiai érmét megszerző tornászai csapatban. Ezen kívül ötödik volt kéziszeren, tizenkettedik gerendán, húszadik egyéni összetettben, huszonhatodik felemás korláton, harmincaídik lóugrásban és ötvenedik talajon.
Másodszor az 1960. évi nyári olimpiai játékokon Róma, ahol ismét bronzérmes lett a csapattal (Elena Leușteanu, Atanasia Ionescu, Sonia Iovan, Elena Dobrowolski, Uta Poreceanu), valamint egyéni összetettben érte el a hatvanhetedik helyezést.
Harmadik alkalommal, az 1964. évi nyári olimpiai játékokon Tokióban a csapattal (Elena Leușteanu, Elena Ceampelea, Atanasia Ionescu, Sonia Iovan, Cristina Dobosan) a hatodik, egyéni összetettben pedig a negyvennyolcadik helyig jutott.

### Visszavonulása után
1965 után vonult vissza a versenyzéstől, ezután 1985-ig a bukaresti Dinamo sportklub és a román válogatott edzőjeként, valamint nemzetközi sport tornabíróként is tevékenykedett. 
E két minőségében vett részt az olimpiai játékok három kiadásán: 1972-ben Münchenben, 1976-ban Montreálban és 1980-ban Moszkvában, valamint az 1967-1984 között megrendezett világ- és Európa-bajnokságokon.
A Dinamo Sportklubban, ahol maga is kezdte sportkarrierjét, tanítványa volt, többek között, Románia első egyéni összetettben világbajnoki aranyérmet szerző tornásza, Aurelia Dobre, vagy az 1984. évi nyári olimpiai játékokon kétszeres aranyérmes Simona Păucă, illetve az ugyanakkor olimpiai bajnok Laura Cutina.
Az 1960-as–70-es években a román válogatott edzőjeként olyan, nemzetközi versenyen érmet szerző tornászokat készített fel, mint Anca Grigoraș vagy Alina Goreac.
Tagja volt a Román Torna Szövetség végrehajtó és különféle szakbizottságainak.

## Díjak, kitüntetések
1966-ban Kiváló Sportolói címmel tüntették ki.
1976-ban a Sportolói Érdemrend III. osztályával tüntették ki.
2000-ben a Hűséges Szolgálat Nemzeti Érdemérem III. osztályával tüntették ki.
Edzői tevékenységének elismerésként 1988-ban megkapta a Kiváló Edző címet.